# Мобуту Сесе Секо
Мобуту Сесе Секо Нкуку Нгбенду ва За Банга (на френски: Mobutu Sese Seko Kuku Ngbendu wa za Banga, в превод от езика нгбанди: Воин, вървящ от победа към победа, и никой не може да го спре), известен като Мобу́ту Сесе́ Секо́, роден Жозеф-Дезире Мобуту, е политик от Демократична република Конго (Заир от 1971 до 1997 г.), президент на страната от 1965 до 1997 г. – сред най-дълго управлявалите африкански диктатори.

## Ранни години
Роден е в Лизала през 1930 година, в тогавашно Белгийско Конго. Баща му е бил готвач на служба при белгийски съдия, а майка му – камериерка в местен хотел. Мобуту получава образование от съпругата на белгийския съдия, която също го научава и на френски език. След смъртта на баща му е изпратен в училището на Християнските братя в Мбандака. Там се отличава като най-добрия спортист, ръководи училищния вестник.

## Управление
Взема участие в отстраняването от власт на легендарния конгоански антиколониален лидер и първи министър-председател Патрис Лумумба, довело до физическото му унищожение. Става полковник, началник на Генералния щаб, генерал, главнокомандващ въоръжените сили, маршал. Под военен натиск парламентът отстранява президента Жозеф Касавубу и предава пълната власт на Мобуту през 1965 г.
Създава новата политическа партия Народно движение на революцията (1967), а с новата конституция от 1970 г. забранява останалите партии, прави всеки жител на страната член на партията си от раждането му и преобразува държавата от федерална в унитарна с президентска форма на управление, като намалява от 21 на 8 административните области.
По време на неговия режим страната изпада в тежка икономическа криза и участва в няколко войни, в резултат на което държавната структура е съсипана. Управлението на Мобуту Сесе Секо остава в историята като пример за клептокрация. Когато през 1960 г. страната спира да е белгийска колония, тя е една от най-богатите в Африка, превъзхождайки и редица страни в Южна, Югоизточна и Източна Азия и дори Боливия - най-бедната страна в Латинска Америка, докато впоследствие става една от най-бедните в света.
Въоръжено въстание го отстранява от власт през май 1997 г. и държавата е преименувана обратно от Заир на Демократична република Конго. Мобуту бяга в Мароко, където умира след 4 месеца.